# Andy Tschümperlin

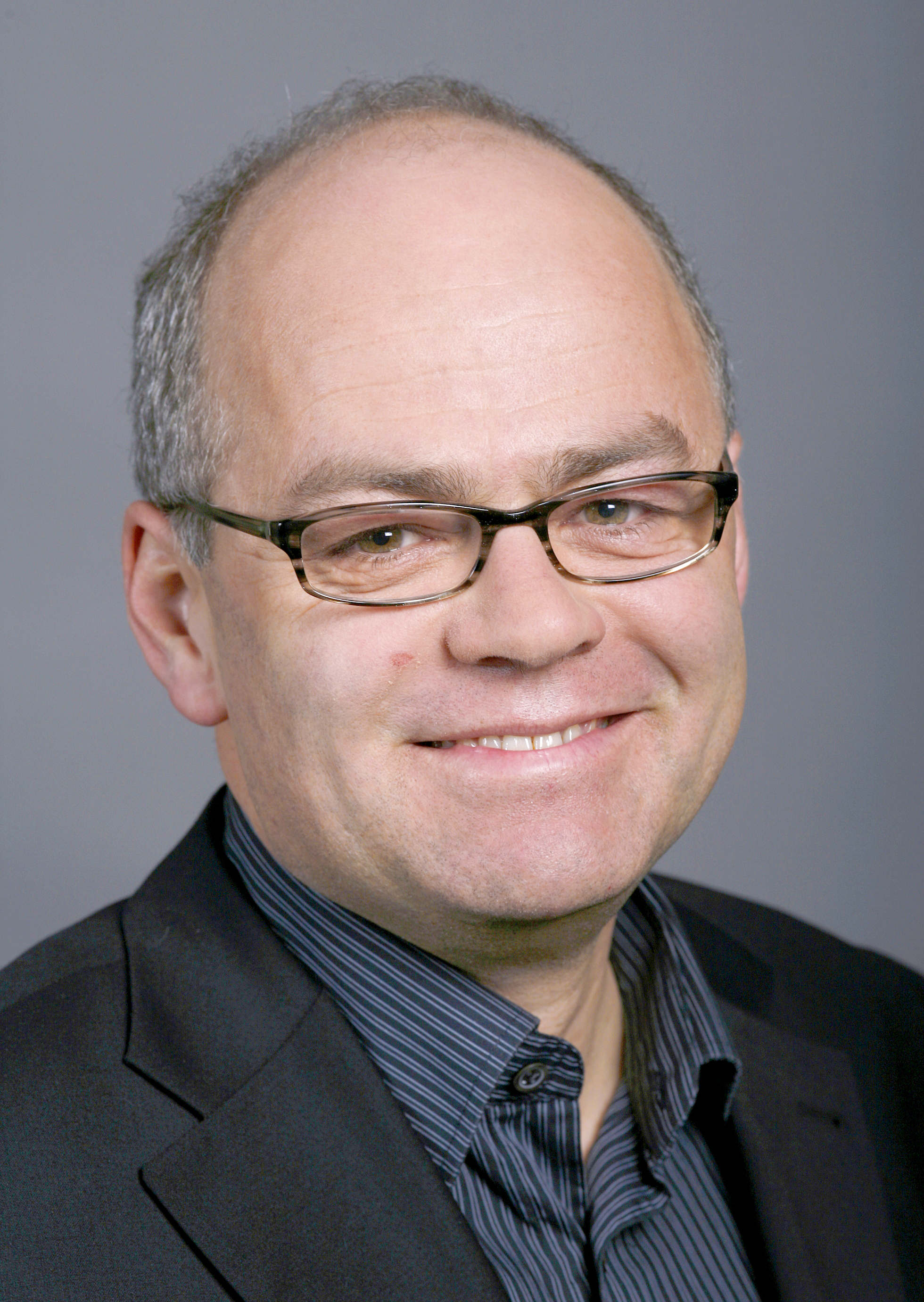
Andy Tschümperlin (2007)

Andreas «Andy» Tschümperlin (* 11. März 1962 in Zug; heimatberechtigt in Tablat SG und Schwyz) ist ein Schweizer Politiker (SP). Er war von 2007 bis 2015 Mitglied des Nationalrats, seit 2022 ist er Gemeinderat von Schwyz und steht dem Ressort Bildung vor.

## Leben und Wirken
Der in Schwyz aufgewachsene Andy Tschümperlin ist ausgebildeter Primar- und Reallehrer und arbeitete als Schulleiter einer Integrationsschule für fremdsprachige Jugendliche in Zug. Er gab seine Stelle per Ende Schuljahr 2012 ab. Von 1996 bis 2007 sass er für die SP Schwyz im Kantonsrat.
Am 4. Juni 2007 trat Tschümperlin die Nachfolge der verstorbenen Schwyzer Nationalrätin Josy Gyr an. Bei der Nationalratswahl 2007 wurde er im Amt bestätigt. Er war Mitglied der Staatspolitischen Kommission (SPK-N) sowie der Geschäftsprüfungskommission (GPK-N). Ab dem 30. September 2008 war er Vizepräsident der SP-Fraktion. Am 17. Februar 2012 wurde Andy Tschümperlin zum Nachfolger der zurücktretenden Fraktionspräsidentin der SP Ursula Wyss auf Beginn der Frühlingssession 2012 gewählt.  In der nationalen Politik beschäftigte er sich schwerpunktsmässig mit Fragen der Bildungs- und Migrationspolitik. 
Bei den Parlamentswahlen 2015 verlor er sein Nationalratsmandat. Als bisheriger Berufspolitiker musste er sich beruflich neu orientieren, er arbeitete in der Privatwirtschaft und in der Verwaltung. 2022 wurde er in den Gemeinderat (Exekutive) von Schwyz gewählt, dort steht er dem Ressort Bildung vor.
Andy Tschümperlin ist verheiratet und Vater von vier erwachsenen Kindern. Er lebt in Schwyz.